# Albanisch-schweizerische Beziehungen

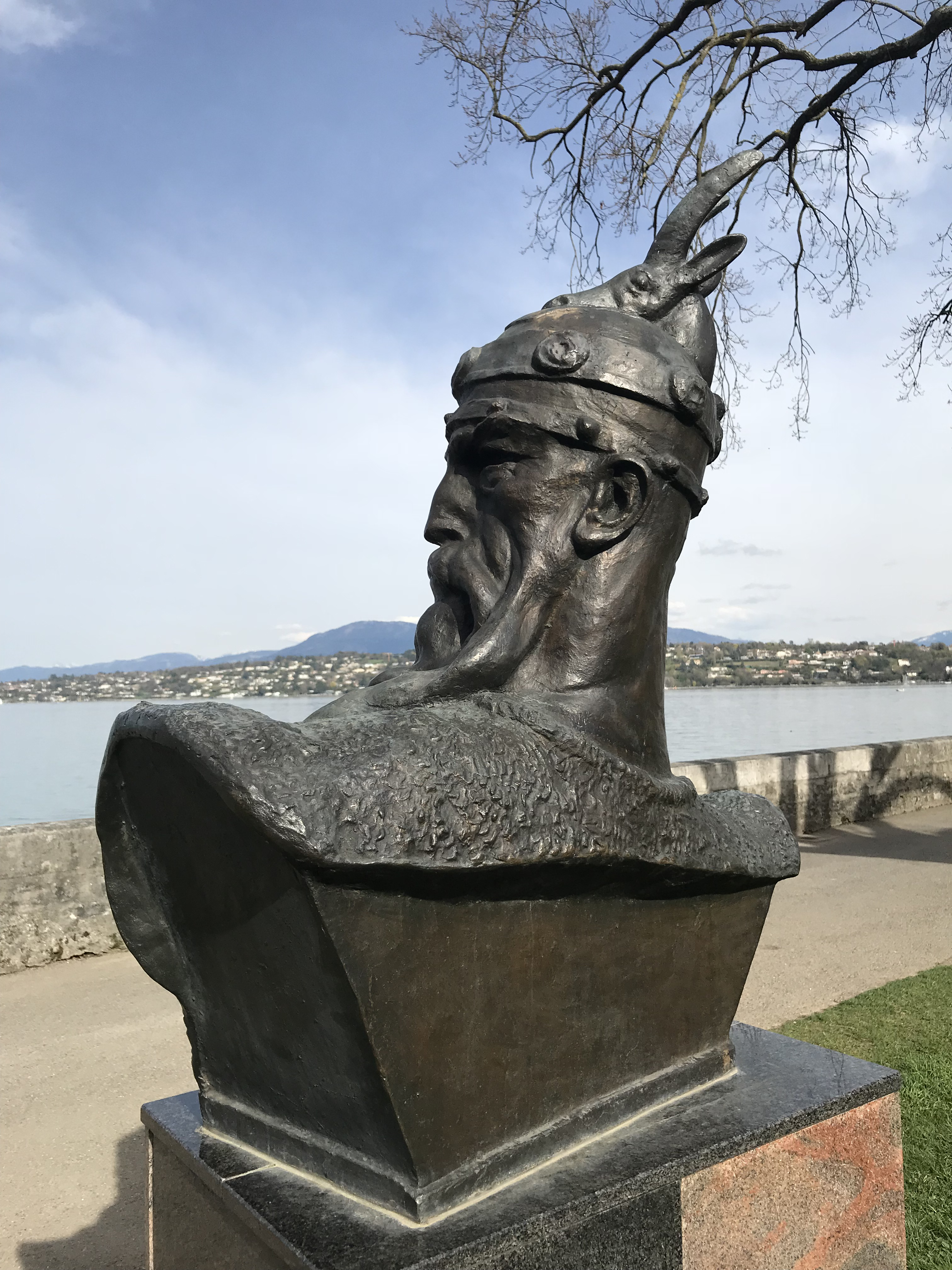
Skanderbeg, Büste von Odhise Paskali (1903–1985) in Genf

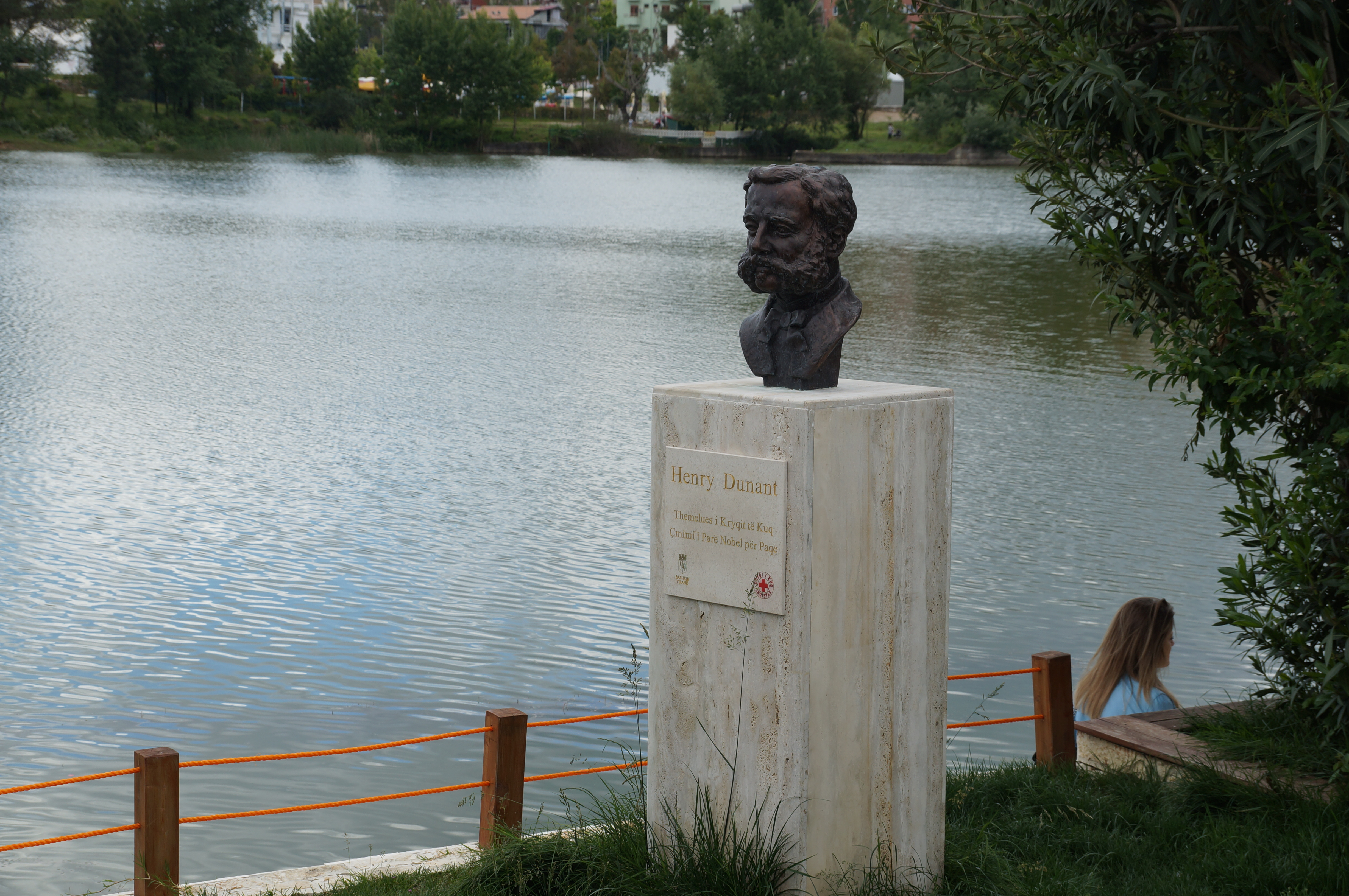
Henry Dunant, Büste von Luc Jaggi (1887–1976) in Tirana

Die albanisch-schweizerischen Beziehungen (albanisch Marrëdhëniet shqiptaro-zviceriane; französisch Relations albanaises-suisses; italienisch Relazioni albanesi-svizzere; rätoromanisch Relaziuns albanes-svizzers) beschreiben das politische, wirtschaftliche, gesellschaftliche und kulturelle Verhältnis zwischen Albanien und der Schweiz.

## Bilaterale Zusammenarbeit
Beide Staaten gehören dem Europarat und der Organisation für Sicherheit und Zusammenarbeit in Europa an. 2022 und 2023 sitzt Albanien als nichtständiges Mitglied im Sicherheitsrat der Vereinten Nationen, die Schweiz wird dasselbe in den Jahren 2023 und 2024 tun. Für beide Länder ist dies eine historische Neuheit.

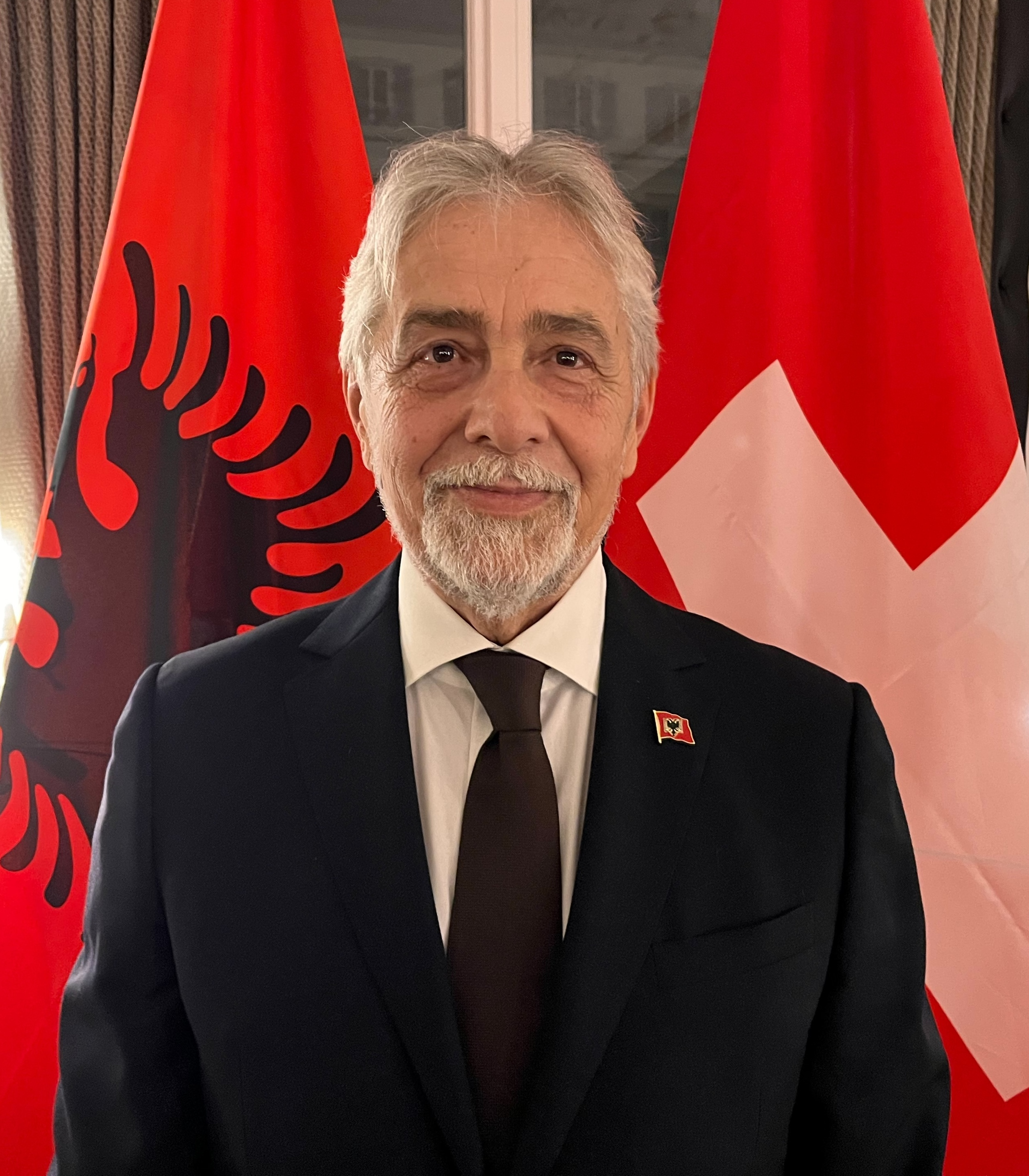
Ilir Gjoni, albanischer Botschafter in der Schweiz von 2013 bis 2023

Seit 1935 gibt es in Bern eine albanische Botschaft – gegründet als Konsulat, Botschafter ist Mustafa Nano (seit 2023). Zusätzlich amtet Ravesa Lleshi als ständige Vertreterin Albaniens bei den Vereinten Nationen in Genf. Seit 1991 gibt es eine Schweizer Botschaft in Tirana, Botschafterin seit 2022 ist Ruth Huber.
Die Schweiz gehört schon seit Beginn der 1990er Jahre zu den wichtigsten bilateralen Entwicklungspartnerinnen Albaniens. Insbesondere in den Bereichen öffentliche Verwaltung, demokratisches Regieren, wirtschaftliche Entwicklung und Erwerbstätigkeit, Gesundheit sowie Infrastruktur und Klimawandel spielt sie eine zentrale Rolle. So unterstützte die Schweiz zwischen 2010 und 2025 über die DEZA und das SECO Albanien in der Höhe von rund 354 Millionen Schweizer Franken, in den Jahren 1992 bis 2016 sind über 320 Millionen an Entwicklungs- und Finanzhilfe nach Albanien geflossen. 2022 wurde ein neues Vierjahresprogramm aufgelegt, in dem die Schweiz Projekte in Albanien aus den Bereichen Demokratie, Wirtschaftsentwicklung, Gesundheit und Klimawandel mit 105 Millionen Schweizer Franken unterstützt.
Laut albanischem Aussenministerium sind die Beziehungen «sehr gut»: Die Schweiz sei die viertgrösste Investorin und achtgrösste Handelspartnerin Albaniens. Sie unterstütze ausserdem Albaniens «proaktive Führungsrolle in der Region» und den Weg in die Europäische Union.

## Geschichte der bilateralen Beziehungen
Albaner und Schweizer haben bereits seit Jahrhunderten Kontakte. Der früheste Nachweis ist das Konzil von Basel im Jahr 1431, woran auch albanische Bischöfe teilnahmen.

### Vier albanische Anerkennungsversuche 1912–1922
Am 28. November 1912 erklärte sich die Republik Albanien vom Osmanischen Reich für unabhängig. Am 3. Mai 1914 sandte der damalige Fürst von Albanien, Prinz Wilhelm zu Wied, einen Brief an den Bundesrat mit der Unterrichtung seiner Thronbesteigung und der Bitte um die staatliche Anerkennung Albaniens. Schweizer Diplomaten in Wien empfahlen Bern jedoch abzuwarten, und der Bundesrat reagierte vorerst nicht.
1920 nahm der Völkerbund Albanien als Mitglied auf, und die albanische Regierung ernannte den Genfer Anthropologen Eugène Pittard zum Honorarkonsul. Dieser hatte sich vormals für die Aufnahme des jungen Staates in diese völkerübergreifende Organisation eingesetzt. 1921 erfolgte ein zweiter Anerkennungsversuch, diesmal im Rahmen eines albanischen Delegationsbesuchs in Genf, angeführt von Fan Noli. Doch auch dieser Versuch sollte scheitern, wenn auch er wieder mithilfe der Empfehlungen Diplomaten im Ausland geprüft wurde.
Die anschliessend eingerichtete ständige Vertretung Albaniens beim Völkerbund schickte am 30. Januar 1922 ein drittes Anerkennungsgesuch nach Bern, worauf erneut Schweizer Botschaften weltweit um den Standpunkt anderer Länder in Bezug auf die Unabhängigkeit Albaniens angefragt wurden. Das albanische Sekretariat in Genf sollte aber erst durch einen vierten Brief Erfolg haben, damit der Bundesrat sich der Sache annahm. Am 3. März 1922 erkannte die Schweiz Albanien endlich als «freien und unabhängigen Staat» an. 1928 folgte auch die Akzeptanz der Umwandlung Albaniens in eine Monarchie unter Ahmet Zogu.

### Erste Kontakte 1922–1946
1929 unterzeichneten die beiden Länder erstmals ein offizielles Abkommen über Handel und Niederlassungsrecht, um den Beziehungen einen ersten Schub zu geben. 1935 eröffnete Albanien ein Konsulat in Bern. Mit der Okkupation Albaniens durch das faschistische Königreich Italien im Jahr 1939 verlangte Rom auch die Ausdehnung des italienisch-schweizerischen Wirtschaftsabkommens auf die italienisch-albanische Zollunion. Doch die wirtschaftlichen Verflechtungen blieben weiterhin gering: Albanien besass praktisch keine Industrie, zudem fehlte es an ausgebildeten Fachkräfte und Kapital.

### Nach dem Zweiten Weltkrieg: Fragen der Neutralität in Bern
Nachdem Albanien sich gegen Ende des Zweiten Weltkriegs von den Besatzungskräften befreit hatten, übernahmen 1944 die kommunistischen Partisanen unter der Führung von Enver Hoxha die alleinige Macht in Albanien. Die offizielle Schweiz wartete allerdings mit einer Anerkennung dieser neuen Regierung, da sie zum einen eine Verschlechterung der griechisch-schweizerischen Beziehungen nicht riskieren wollte – zu jenem Zeitpunkt waren Griechenland und Albanien im Kriegszustand (siehe «Geschichte Albaniens#Anlehnung an Jugoslawien (1944–1948)») – und zum anderen an der Stabilität des Regimes zweifelte.
Es gab wieder keine staatliche Anerkennung und somit keine diplomatischen Beziehungen: 1961 begründete die Schweizer Regierung diese Politik mit den unbedeutenden Wirtschaftsbeziehungen beider Länder. 1962 erklärte sie jedoch, man wolle in der ideologischen Auseinandersetzung zwischen Moskau und Peking – die Sozialistische Volksrepublik Albanien hatte ein Jahr vorher mit der Sowjetunion gebrochen – keine Parteinahme wagen. Noch im Jahr 1963 stellte das Eidgenössische Politische Departement dazu am 5. Februar Folgendes fest:

„Durch kommunistische Machtübernahme hat am Ende des Zweiten Weltkrieges zwar ein Regierungswechsel stattgefunden, doch bestand und besteht für den Bundesrat nach Schweizerischer Praxis kein Anlass, die gegenwärtige Regierung besonders und ausdrücklich anzuerkennen. Der heutige Zustand ermöglicht es unseren Vertretungen im Ausland, mit den albanischen Missionen zu verkehren. Die Frage der Aufnahme diplomatischer Beziehungen mit Albanien stellt sich zurzeit nicht. Die allfällige Akkreditierung eines Schweizerischen Vertreters in Tirana bedürfte ebenfalls noch einer Ermächtigung durch die eidgenössischen Räte.“

### Erneute Annäherungsversuche 1961–1970: Nesti Nase und Hans Keller

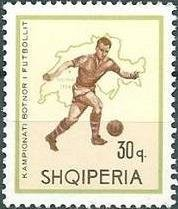
50-Qindarka-Briefmarke der Posta Shqiptare anlässlich der Qualifikationsspiele zur Fussball-Weltmeisterschaft 1966, wo Albanien und die Schweiz in derselben Gruppe aufeinander trafen.

Da die sowjetisch-albanischen Beziehungen aufgelöst wurden, versetzte Tirana 1961/62 seinen Botschafter Nesti Nase von Moskau nach Peking. Zur gleichen Zeit war Hans Keller Schweizer Botschafter in der Volksrepublik China. Durch Gespräche mit Nase entwickelte Keller eine Sympathie für Albanien.
1967 übernahm Keller die Schweizer Botschaft in Belgrad, womit auch Albanien in seine Zuständigkeit fiel. Er engagierte sich fortan sehr stark für den Aufbau der albanisch-schweizerischen Beziehungen. Am 1. Juni 1969 überquerten er, seine Ehefrau und sein Chauffeur bei Ohrid mit einem Wagen die albanisch-jugoslawische Grenze. Hans Keller traf sich während dieses dreitägigen Besuchs – dem ersten Besuch eines Schweizer Diplomaten in Albanien – mit Nesti Nase, der mittlerweile zum Aussenminister ernannt worden war. Albanien wollte wohl vor allem aus Prestigegründen Beziehungen zur Schweiz, wie Keller damals vermutete.

### Offizielle Beziehungen ab 1970
Am 1. Juli 1970 erkannte die Schweiz offiziell die kommunistische Führung in Tirana an und erklärte sich bereit für die Initiierung diplomatischer Beziehungen mit Albanien. Während die Schweizer Botschaft in Belgrad für Albanien zuständig war, vertrat die albanische Botschaft in Wien die albanischen Interessen in der Schweiz. 1974 folgte die Unterzeichnung eines erneuerten Handelsabkommens.
Aus dieser Zeit der ersten wirtschaftlichen Kontakte ist der Export von Hanf in die Schweiz belegt, das im albanischen Kamza vom Staat angebaut wurde und auch bei pharmazeutischen Firmen in der Schweiz sehr gefragt war. So berichtete Ahmet Osja, der letzte kommunistische Landwirtschaftsminister. Bekannt ist auch, dass Enver Hoxha grössere Goldmengen in Schweizer Banken besass.
In den 1990er Jahren verstärkten sich die albanisch-schweizerischen Beziehungen und es wurden Botschaften in Tirana respektive Bern eröffnet. Zahlreiche bilaterale Abkommen wurden geschlossen. Am 14. März 1996 besuchte Bundesrat Flavio Cotti als erstes Schweizer Regierungsmitglied Albanien. 1994 war der albanische Ministerpräsident Aleksandër Meksi bereits in die Schweiz gereist.

### Kosovokrieg 1999
Die nationalistischen und rassistischen Kriegsverbrechen und systematischen Vertreibungen durch die serbische Polizei und die Armee Jugoslawiens führten während des Kosovokrieges 1999 zur Flucht Hunderttausender Menschen – primär ethnisch-albanischer Herkunft – aus dem Kosovo. Vor allem Albanien war das Ziel vieler Geflüchteter. Um das Land, das SKH und das UNHCR bei der Bewältigung dieser Krise zu unterstützen, liess der Bundesrat mit der Task Force ALBA eine humanitäre Operation nach Albanien entsenden, die erste solche Unternehmung überhaupt der Schweizer Luftwaffe. In diesem Zusammenhang hatten zwei Bundesräte (Adolf Ogi, Joseph Deiss) den Truppen in Albanien einen Besuch abgestattet.
2008 war die Schweiz einer der ersten Staaten, der die Unabhängigkeit der Republik Kosovo anerkannte.

### 2000er und 2010er Jahre
Die Bundesräte Ruth Metzler und Christoph Blocher waren 2000 respektive 2005 für die Unterzeichnung von Abkommen nach Albanien gereist.
Die Schweiz war bei der Reform der Verwaltungsgliederung Albaniens die wichtigste staatliche Partnerin des Landes. Im Jahr 2000 begann die Begleitung, bis die neue dezentralisierte Verwaltung nach den Kommunalwahlen 2015 dann ihre Arbeit aufnehmen konnte. Was grundlegend verändert wurde, war die Anzahl Gemeinden, die man von 361 auf 61 senkte.
Am 26. November 2019 erschütterten Erdbeben Albanien, worauf die Schweiz und die Schweizer Bevölkerung mit einer grossen Solidarität reagierten, ein 15-köpfiges Expertenteam des SKH schickten und Spenden im Wert von insgesamt einer Million Franken sammelten.
2020 feierten beide Länder in Tirana mit einer gemeinsamen Konferenz und einer Sonderausstellung das 50-jährige Bestehen der diplomatischen Beziehungen. Bundesrat Ignazio Cassis besuchte dabei das damalige albanische Staatsoberhaupt Ilir Meta, den Ministerpräsidenten Edi Rama und den Aussenminister Gent Cakaj. 2017 und 2018 hatte Edi Rama die Schweiz besucht.
Im Februar 2022 unterzeichnete Bundesrat Alain Berset in Tirana ein Sozialversicherungsabkommen.

## Gesellschaft und Kultur

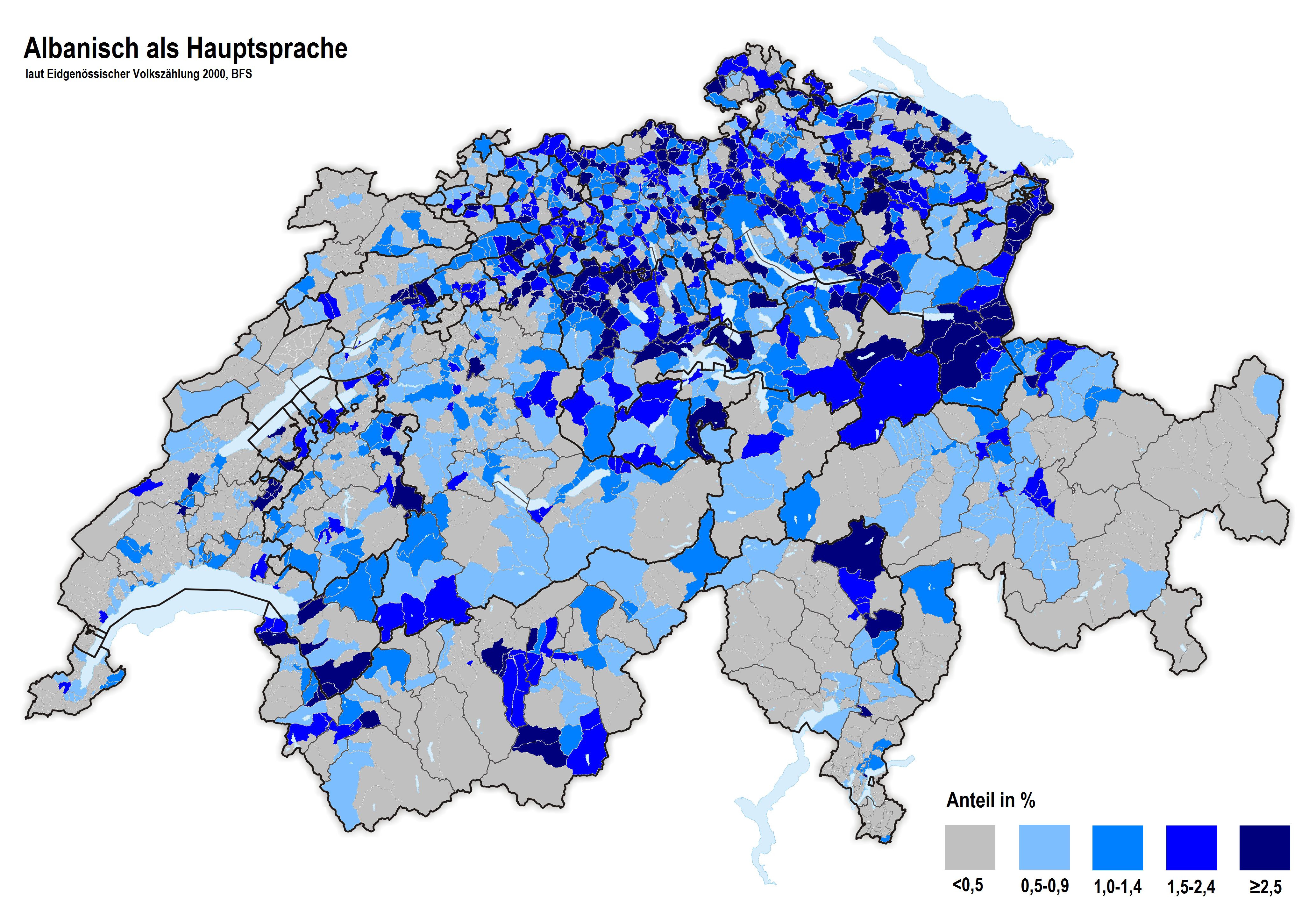
Schweizerkarte mit Gemeindegrenzen und prozentualem Anteil der Personen mit Albanisch als Hauptsprache an der jeweiligen Gemeindebevölkerung (laut Volkszählung 2000)

In Albanien leben laut Schweizer Botschaft (2019) 71 Schweizer, in der Schweiz laut Bundesamt für Statistik (2021) 2921 albanische Staatsbürger. Doch die Zahl der ethnischen Albaner (aus Kosovo, Nordmazedonien, Montenegro und Serbien) ist weitaus höher: Im Jahr 2022 lebten rund 293'000 Menschen in der Schweiz, die Albanisch sprachen.

## Wirtschaft
Albanien und die Schweiz besitzen seit 2010 ein Freihandels- und ein Landwirtschaftsabkommen. Seit 2000 gibt es zudem ein Doppelbesteuerungsabkommen, und 1993 hatte man einen Investitionsschutzvertrag unterzeichnet.
2018 exportierte die Schweiz Waren im Wert von rund 95 Millionen Franken nach Albanien, während Waren mit einem Wert von etwas über 27 Millionen Franken in die Schweiz importiert wurden.
Die Aktiengesellschaft «Trans Adriatic Pipeline AG» mit Sitz in Zug ist ein Joint Venture von sechs Unternehmen, das die Planung, den Bau und den Betrieb der 2020 eröffneten Transadriatischen Pipeline durchführte.

### Offiziell
- «Switzerland and Albania»: Internetpräsenz des Eidgenössischen Departements für auswärtige Angelegenheiten (englisch)
- Liste weltweiter Vertretungen des albanischen Aussenministeriums (englisch)
- Internetpräsenz der schweizerischen Botschaft in Tirana
- Diplomatische Dokumente der Schweiz DODIS: Albanien

### Kultur
- Internetpräsenz des Vereins «Gesellschaft Schweiz-Albanien» in Zürich
- «Albanien.ch»: Internetpräsenz des Vereins «newsletter Albanien» in Zürich
- Internetpräsenz des Vereins «Schweizerklub Albanien» in Tirana

### Wirtschaft
- Albanisch-schweizerische Handelskammer «ALSWISS» mit Sitz in Genf